# توزيع الدهون النسائية
تشير الدهون النسائية إلى دهون الجسم التي تتشكل حول الوركين والثدي والفخذين. تُستخدم الدهون النسائية لتوفير الغذاء للنسل، وغالبًا ما يشار إليها باسم «الدهون الإنجابية». هذا لأنها تحتوي على أحماض دهنية طويلة السلسلة غير مشبعة، والتي تعتبر مهمة في تطور الأجنة. ومع ذلك، فإنه يعتبر أيضًا ميزة جذابة جسديًا ويخدم أيضًا كمؤشر نحو إمكانات المرأة التناسلية في الإنجاب.

## الخصائص

### التكوين
تتكون الدهون النسائية بشكل رئيسي من الأحماض الدهنية غير المشبعة طويلة السلسلة. يقترح أن الأطفال الذين يرضعون رضاعة طبيعية هم أكثر عرضة لزيادة القدرات الإدراكية بسبب وجود هذه الأحماض الدهنية في حليب الثدي، حيث يرجح أنها تساعد في نمو الدماغ مبكرًا في الأجنة وحديثي الولادة. إن الأحماض الدهنية الأكثر شهرة الموجودة في حليب الأم هي حمض الدوكوساهكساينويك وحمض الأراكيدونيك، والتي ثبت أنها تلعب أدوارًا حاسمة في التكوين الصحي ووظائف الخلايا العصبية.

### الموقع
تساهم الدهون النسائية في شكل جسم الأنثى في البلوغ، يتم تخزينه في الثديين والوركين والفخذين وأسفله. يتم تعديل هذه العملية عن طريق هرمون الاستروجين - هرمون الجنس الأنثوي - مما يتسبب في تخزين الأنثى لمستويات أعلى من الدهون مقارنة بالشكل الذكري، الذي يتأثر بشكل أساسي بتستوستيرون.

### الاختلاف عن الدهون الذكورية
تختلف الدهون الذكورية في أنها تتجمع حول مستودعات الدهون الداخلية والجذع (بما في ذلك الصدر والبطن). للدهون الذكورية دورًا أكبر في البقاء على قيد الحياة ويستخدمها الجسم كمصدر للطاقة عندما تكون إمدادات الطاقة منخفضة، على عكس الوظائف الإنجابية للدهون النسائية.

## الوظيفة الإنجابية
إن الدهون النسائية في المقام الأول مخزن للطاقة لاستخدامه في رعاية النسل، وذلك لتوفير موارد طاقة كافية أثناء الحمل وللرضع خلال المرحلة التي يرضعون فيها. عندما تكون هناك موارد طاقة غير كافية من المحتمل أن تقل. لذلك تشير الأنثى ذات المستويات العالية من توزيع الدهون النسائية إلى الذكور بأنهم في حالة مثالية للتكاثر ورعاية النسل. يمكن ملاحظة ذلك في حقيقة أن نسبة الخصر إلى الورك لدى الإناث تكون في الحد الأدني الأمثل في أوقات ذروة الخصوبة - المراهقة المتأخرة والبلوغ المبكر، قبل أن تزداد في وقت لاحق في الحياة.
عندما تنتهي قدرة الأنثى على التكاثر، يبدأ توزيع الدهون داخل الجسم الأنثوي بالانتقال من نوع الأنثوي إلى المزيد من التوزيع الذكوري. يتضح هذا من خلال النسب المئوية للدهون الذكورية والتي تكون أعلى بكثير في مرحلة ما بعد انقطاع الطمث مقارنة بقبل انقطاع الطمث.

## الفروق بين الجنسين

### إزدواج الشكل الجنسي
يمكن ملاحظة الاختلافات في توزيع الدهون بين الرجال والنساء في الشكل النموذجي «الساعة الرملية» للمرأة، مقارنة بالمثلث المقلوب الذي هو نموذجي للشخصية الذكرية. عادة ما تكون نسبة الدهون في الجسم لدى النساء أعلى من الرجال ويعتقد أن ترسبات الدهون في مناطق معينة يتم التحكم فيها عن طريق الهرمونات الجنسية وهرمون النمو.
يثبط هرمون الإستروجين وضع الدهون في منطقة البطن من الجسم، ويحفز وضع الدهون في المناطق الفخذية الألوية (الأرداف والوركين). يمكن أن تؤثر بعض الاختلالات الهرمونية على توزيعات الدهون لكل من الرجال والنساء. تعرض النساء اللائي يعانين من متلازمة المبيض المتعدد الكيسات، والتي تتميز بتدني نسبة الاستروجين، المزيد من توزيعات الدهون من الذكور مثل ارتفاع نسبة الخصر إلى الورك. وعلى العكس، فإن الرجال الذين يعالجون بالإستروجين لموازنة الأمراض المرتبطة بالتستوستيرون، مثل سرطان البروستاتا، قد يجدون انخفاضًا في نسبة الخصر إلى الورك.
كان يعتقد أن ازدواج الشكل الجنسي في توزيع الدهون يظهر في سن البلوغ ولكن تم العثور عليه الآن قبل ذلك..

## أهميتها في الحياة الجنسية

### الإشارة الجنسية: نسبة الخصر إلى الورك
يُقاس التوزيع الجسدي للدهون على هيئة نسبة الخصر إلى الورك، حيث إذا كانت نسبة الخصر إلى الورك أقل عند المرأة، فإنها تعتبر أكثر ملاءمة. لقد وجدت الدراسات وجود علاقة بين نسبة الخصر إلى الورك ومستوى الذكاء. ليس فقط النساء اللواتي لديهن نسبة الخصر إلى الورك أقل (والذي يشير إلى مستويات أعلى من الدهون النسائية) كان لديهم مستويات أعلى من معدل الذكاء، ولكن أيضًا كانت نسبة الخصر إلى الورك المنخفضة لدى الأمهات مرتبطة بمستويات ذكاء أعلى عند أطفالهن.
يرتبط توزيع الدهون في الذكور أيضًا بنسبة الوسط إلى الخصر، ولكنه عكس الدهون النسائية. بدلاً من ذلك، يتم إيداع الدهون الذكرية في الخصر والثدي والأرداف والفخذين، ولكن يمكن أن تعطي مظهرًا غير جذاب، لأنه يمنح النساء جسمًا «على شكل حرف T» ويكون أكثر تكتلًا. تُستخدم نسبة الوسط إلى الخصر لقياس نسبة الدهون النسائية إلى الدهون الذكورية، حيث كلما انخفضت نسبة الوسط إلى الخصر، كانت نسبة الدهون النسائية إلى الذكورية أعلي، والذي يعتبر أكثر جاذبية للنساء. نظرًا لأن النساء اللائي لديهن مستويات أعلى من توزيع الدهون النسائية يعتبرن أكثر جاذبية، فإن هذا يمكّنهن من الوصول إلى الذكور المرغوب فيهم بدرجة عالية. ترتبط نسبة الوسط إلى الخصر بالعديد من علامات الصحة والخصوبة، على سبيل المثال ترتبط نسبة الوسط إلى الخصر العالية بما يلي: نسبة منخفضة من هرمون الاستروجين / التستوستيرون (وهذا يعني أن المرأة لديها هيئة «على شكل حرف T» والتي ينظر إليها على أنها أقل صحة وجاذبية)؛ ترتبط النسبة العالية أيضًا بمشاكل في الدورة الدموية مثل النوبات القلبية والسكتات الدماغية والمزيد من الأمراض (مثل السرطان)، وهي علامة عامة على زيادة العمر وبالتالي انخفاض الخصوبة، وبالتالي دعم الأهمية التكيفية لنسبة الوسط إلى الخصر الجذابة. دعمت العديد من الدراسات هذه الميزة لكونها أكثر خصوبة، على سبيل المثال يكون أفضل مؤشر لنجاح دراسات التلقيح الصناعي التي تشمل المتبرعين بالحيوانات المنوية عندما تكون نسبة الوسط إلى الخصر منخفضة. ووجدت دراسات أخرى أيضًا أن استبدال الإستروجين لدى النساء يخفض معدل نسبة الوسط إلى الخصر عند النساء قبل انقطاع الطمث وبعده، وذلك لأن استبدال الإستروجين يحافظ على توزيع الدهون النسائية في الجسم.

## الإشارة الجنسية: الأثداء
تم العثور على كل من الدهون الذكورية والنسائية في أنسجة الثدي الأنثوية. تطور الإناث ثديين حول سن البلوغ مع قليل من الدهون الذكورية، كما أن نسبة الدهون النسائية أكثر ثباتًا وجاذبية للرجال. تسهم الأثداء الكبيرة، جنبا إلى جنب مع الأرداف الكبيرة، في «شخصية الساعة الرملية» وهي إشارة على القدرة الإنجابية. تعد نسبة الدهون النسائية مؤشرا جيدا على القدرة التناسلية للإناث، مثل احتمال الحمل واحتمال نجاح الحمل. تتطلب القدرة على تخزين أفضل كمية من الدهون النسائية أن تحصل المرأة على موارد مثل الغذاء، وبالتالي فهي إشارة صادقة على وجود موارد طاقة كافية لإعادة إنتاجها بنجاح.

### الجراحة التجميلية
ومع ذلك، لا تتمتع جميع النساء بالتوزيع الأمثل للدهون النسائية، حيث توجد الآن اتجاهات للجراحة التجميلية، مثل شفط الدهون أو إجراءات تكبير الثدي التي تعطي الوهم بالدهون النسائية الجذابة، ويمكن أن تخلق نسبة أقل من الخصر إلى الورك أو أثداء أكبر. ومن الأمثلة الأخرى جراحة نقل الأنسجة الدقيقة، والتي تنطوي على ترسب الأنسجة الدهنية، التي اتخذت سابقا من الخصر في الأرداف. تمثل الجراحة التجميلية مجموعة كبيرة من الأدلة التي تدعم الفرضية القائلة بأن الناس مبرمجون تطوريًا لينجذبوا إلى الميزات الصحية.

### الزينة
الزينة البيولوجية هي إشارة جنسية للجاذبية التي تشارك في عملية الانتقاء الجنسي، وتعمل كإشارة صادقة للجودة. تشتمل الزينة البيولوجية للإناث على مستويات أكثر جاذبية من الدهون النسائية، مما يعني زيادة حجم الثديين والأرداف ونسبة خصر إلى الأرداف منخفضة، كل هذه العوامل تشير إلى الصحة والخصوبة والجودة الوراثية، وبالتالي الجاذبية.
الزينة مهمة في منافسات الإناث داخل الجنس، والتي تنطوي على منافسة الإناث على زملائهم المحتملين والموارد المرتبطة بها. نظرًا لأن وظيفة هذه الزينة هي التنافس على الموارد الذكورية، فإن الإناث ذوات نسبة الخصر إلى الأرداف أقل مفضلة. تلعب الزينة أيضًا دورًا رئيسيًا في اختيار الرفيق الذكري، حيث يتم تفضيل الإناث ذوات نسبة الخصر إلى الأرداف المنخفضة لأنهن أكثر جاذبية.

### الاختلافات الثقافية
لم تكن هناك أدلة كافية تشير إلى وجود اختلافات كبيرة في تصور الجاذبية عبر الثقافات. الإناث الأكثر جاذبية تقع جميعها في نطاق الوزن الطبيعي مع انخفاض نسبة الخصر إلى الورك، بغض النظر عن التقلبات في مؤشر كتلة الجسم، ويمكن اعتبار هذا الاستنتاج متسقًا بالنسبة للشباب الإندونيسي والصيني والأبيض والإفريقي الأمريكي الرجال والنساء. جادل علماء النفس أن عمليات الانتقاء التطوري سهّلت هذه العلاقة بين المدافعين عن حقوق الإنسان وجاذبية الإناث، مما أدى إلى توافق في الآراء يبدو أنه يتجاوز الحدود الثقافية.

## مشاكل صحية
لا يرتبط الدهن النسائي بالتأثيرات الصحية الشديدة مثل الدهون الذكرية. الدهون النسائية هي عامل خطر أقل للإصابة بأمراض القلب والأوعية الدموية من الدهون الذكرية. ومع ذلك فإن الدهون الزائدة في الجسم هي المصدر الرئيسي للإستروجين في الجسم، وبالتالي يمكن أن تزيد مستويات الدهون النسائية بشكل خاص من خطر الإصابة بسرطان الثدي.